# (645) Агриппина
(645) Агриппина (англ. Agrippina) — астероид внешней части главного пояса, который относится к спектральному классу S. Он был открыт 13 сентября 1907 года американским астрономом Джоэлом Меткалфом в Тонтонской обсерватории и назван по одному из самых распространённых женских имён в Римской империи.

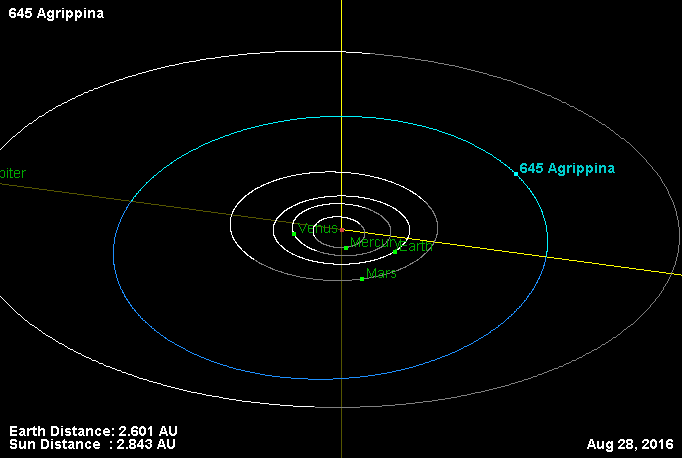
Орбита астероида Агриппина и его положение в Солнечной системе

Фотометрические наблюдения, проведённые в 1980-х и в 2004 годах, позволили получить кривые блеска этого тела, из которых следовало, что период вращения астероида вокруг своей оси равняется 32,6 и 34,4 часа соответственно.
По данным исследований, проведённых телескопом IRAS, а также японским спутником Акари и инфракрасным телескопом WISE размеры астероида находятся в границах между 28 и 36 км, а величина альбедо соответственно — между 0,14 и 0,23. Расчётный диаметр астероида, если брать за основу стандартное альбедо для каменных астероидов 0,20 и известную абсолютную звёздную величину 9,94m, составляет 27,9 км.

## Название
Из более чем 20000 именованных астероидов Агнес входит в число 120 происхождение названия которых неизвестно. Все эти тела были открыты в период с 1876 по 1918 год преимущественно астрономами Огюстом Шарлуа, Иоганном Пализа, Максом Вольфом и Карлом Райнмутом и лежат в пределах диапазона от (164) Ева до (1514) Рикукса.
Луц Шмадель предполагает, что название было взято из списка женских имён мифологических и исторических личностей, составленных ACI в 1913 году. ACI тогда направил этот список ряду астрономов с просьбой выбрать названия для открытых ими астероидов во избежание путаницы, поскольку количество безымянных малых планет на тот период достигло уже 700 и продолжало увеличиваться.
Тиссеранов параметр относительно Юпитера — 3,162.